# Ирано-турецкие отношения
Ирано-турецкие отношения — двусторонние дипломатические отношения между Ираном и Турцией. Протяжённость государственной границы между странами составляет 534 км.

## История
В 1979 году в Иране произошла Исламская революция, но отношения с Турцией после этого сохранились и не возникло каких-либо новых серьёзных проблем. До Исламской революции Иран входил с Турцией и Пакистаном в Организацию Центрального договора (включая Великобританию с Соединёнными Штатами в качестве наблюдателей), а также в организацию Регионального сотрудничество в целях развития. После Исламской революции Иран вышел из обеих организаций. Тем не менее, экономические связи Ирана с Пакистаном и Турцией значительно расширились. Эти две страны стали важными торговыми партнёрами Ирана. Турция также стала основным транзитным маршрутом для грузов, которые доставлялись на грузовиках и железных дорогах между Европой и Ираном. Увеличение объёма торговли с Турцией и Пакистаном объяснялось их географическим положением, а также политикой Ирана на сокращение импорта из промышленно развитых стран в пользу импорта из исламских государств и стран третьего мира.
С 1991 года курдский вопрос также стал играть важную роль в отношениях Турции с Ираном и Сирией. Анкара была обеспокоена тем, что Дамаск и Тегеран могут воспользоваться курдским вопросом, чтобы оказать давление на Турцию и принудить её к компромиссам по другим проблемным тематикам во взаимоотношениях. В 1923 году была образована Турция и с момента своего создания у неё были относительно тесные политические и дипломатические отношения с Ираном, в 1979 году в Иране случилась Исламская революция и новое руководство страны воспринимало светские правительства (в том числе и Турции) как зло, с которым мусульмане должны бороться. В течение 1980-х и начала 1990-х годов двусторонняя торговля оставалась важной для обеих стран, но их экономические связи не препятствовали возникающей временами политической напряжённости. Одним из источников проблем было присутствие в Турции тысяч иранцев, бежавших из своей страны в 1980-х годах: которые выступали против религиозного правительства или хотели уклониться от военной службы во время ирано-иракской войны (1980-88). Тегеран называл этих людей «террористами» и периодически пытался давить на Анкару, которая предоставила им убежище. Турецкие военные высказывали опасения, что за убийствами лидеров иранской оппозиции на территории Турции стоят иранские спецслужбы. Турция не одобряет критику Ирана в отношении своего членства в НАТО, негативно воспринимает альянс Ирана с Сирией и его сотрудничество с Арменией, а также считает Иран конкурентом за влияние в Азербайджане и Центральной Азии. Турецкие лидеры считают, что Иран поддерживает Рабочую партию Курдистана (РПК) и предоставляет этим повстанцам убежище и базы на своей территории.
В 1987 году у Турции возникли первые подозрения насчет связей Ирана с РПК, когда Тегеран решительно выразил протест против турецкой бомбардировки иракских деревень на севере этой страны. Иран осудил это нападение и назвал его нарушением суверенитета Ирака, хотя и находился с этой страной в состоянии войны, а иранские вооружённые силы оккупировали часть южного Ирака. Иран выступил против турецкого вмешательства так как под авиаудар попали представители курдских вооружённых группировок, которые боролись с режимом Саддама Хусейна и сотрудничали с Ираном для подавления иранской курдской оппозиции. Это сложное переплетение внутренней и международной курдской политики продолжало вызывать сложности у Турции и Ираном на протяжении следующих лет. Однако начиная с 1992 года турецкие и иранские политики постепенно приходили к общему мнению насчёт курдских вооружённых групп, так как с территории Ирака курды стали нападать не только на Турцию, но и на Иран. В ответ Иран присоединился к турецким операциям и стал бомбить территорию северного Ирака. В 1993 году Иран положительно воспринял предложение Турции относительно сотрудничества в области безопасности в регионе, а также поддержал турецкую позицию по категорическому непризнанию независимости Иракского Курдистана.
Отношения Ирана с Турцией сильно ухудшились, когда началась гражданская война в Сирии, поскольку Иран твердо поддерживает режим Башара Асада, в то время как правительство Турции поддерживает сирийскую оппозицию. Иран осуждает военное присутствие Турции на северо-западе Сирии. Турция неоднократно вступала в столкновения с поддерживаемыми Ираном террористическими организациями, такими как «Хезболла». Иран также обвинял Турцию в предоставлении разведданных и помощи Саудовской Аравии против хуситов в Йемене.
Потепление в отношениях наступило летом 2016 года, когда Иран поспешил осудить попытку военного переворота в Турции, что привело к улучшению связей между двумя странами.
Отношения Турции с Ираном ещё больше улучшились во время катарского дипломатического кризиса летом 2017 года, когда обе страны поддержали Катар в споре с Саудовской Аравией и Объединёнными Арабскими Эмиратами. Еще одним фактором, укрепившим отношения между двумя странами, стало их противодействие созданию курдского государства после референдума о независимости Иракского Курдистана.
Турция осудила антиправительственные протесты в Иране зимой 2017–2018 годов, обвинив США и Израиль во вмешательстве во внутренние дела Ирана.
В январе 2020 года Турция осудила ликвидацию генерала КСИР Касема Сулеймани, заявив, что это приведет к нестабильности в регионе.. Позже Эрдоган опроверг сообщения СМИ о том, что в телефонном разговоре с президентом Ирана Рухани он назвал Сулеймани «мучеником».
Похолодание в отношения между Турцией и Ираном наступило во время Второй Карабахской войны в сентябре — ноябре 2020 года. Турция полностью поддерживала Азербайджан, снабжая его оружием, которое сыграло решающую роль в победе Азербайджана в этом конфликте. Иран не только занял неоднозначную позицию, но и с тревогой смотрел на рост влияния Турции в тюркских странах в результате её поддержки Баку.
Отношения ещё больше ухудшились в декабре 2020 года после того, как президент Турции Эрдоган, находясь с официальным визитом в Баку, процитировал стихотворение поэта Бахтияра  Вагабзаде «Арас, Арас», где речь идет о разделе территории расселения азербайджанцев вдоль реки Аракс, которая сегодня образует ирано-азербайджанскую границу. Иран расценил это как нападение на свои суверенные права на свои северные провинции и обвинил Турцию в разжигании сепаратистских настроений среди азербайджанцев в Иране, которые составляют около трети населения Ирана.
15 февраля 2021 года поддерживаемая Ираном шиитская прокси-группа «Ашхаб аль-Кахф» осуществила ракетный удар по турецкой военной базе в Ираке.

## Общественное мнение
По данным опроса BBC World Service в 2013 году: 17 % граждан Турции положительно относятся к Ирану, в то время как 57 % выражают неодобрительное отношение к его политике. По данным другого опроса американского аналитического центра Pew Research Center: в 2012 году 37 % турок считали, что Иран не представляет угрозы, в то время как 26 % других респондентов одобряли возможность применения военной силы с целью помешать Ирану разработать ядерное оружие. 57 % респондентов высказали мнение, что они выступают против разработки Ираном ядерного оружия.

## Торговые отношения
Страны являются членами Организации экономического сотрудничества (ОЭС). Иранцы посещают Турцию с туристической целью, что положительно сказывается на экономике Турции.
Двусторонняя торговля резко увеличилась в 2000-е годы. Турецкий ежегодный экспорт в Иран за 2001—2011 годы вырос с 361 млн долларов до 3590 млн долларов. За это время ежегодная стоимость иранского экспорта в Турцию увеличилась с 840 млн долларов до 12462 млн долларов. Турция импортирует природный газ из Ирана (10 миллиардов кубических метров в год, покрывая тем самым 30 % от своих потребностей). В 2001 году был построен нефтепровод из Тебриза (Иран) в Анкару (Турция).
За период январь — май 2023 года Иран экспортировал в Турцию 23,96 % от импортируемого Турцией газа.